# George Venables-Vernon (7e baron Vernon)
George William Henry Venables-Vernon, 7e baron Vernon (25 février 1854 - 15 décembre 1898), est un homme politique libéral britannique. Il sert comme capitaine de l'honorable Corps of Gentlemen-of-Arms sous William Gladstone de 1892 à 1894. 

## Biographie
Vernon est le fils d'Augustus Henry Venables-Vernon, 6e baron Vernon, et de son épouse Harriet Frances Maria Anson, fille de Thomas Anson (1er comte de Lichfield), et succède à son père dans la baronnie en 1883, et hérite de terres dans le Cheshire, le Derbyshire et le Staffordshire. 
Il siège sur les bancs libéraux de la Chambre des lords et sert dans la dernière administration libérale de William Ewart Gladstone en tant que capitaine de l'honorable Corps of Gentlemen-of-Arms de 1892  à 1894. En 1892, il est admis au Conseil privé. 
Lord Vernon épouse Frances Margaret Lawrance, fille de Francis Lawrance, de New York, en 1885. Il est décédé en décembre 1898, à l'âge de 44 ans, et est remplacé comme baron par son fils aîné, George. 